# Premio Amanda 1985
La I edizione del premio cinematografico norvegese Amanda si tenne nel 1985.

## Vincitori
- Miglior film - Orions belte
- Miglior attore - Helge Jordal (per Orions belte)
- Miglior attrice - Tone Danielsen (per Det gode mennesket i Sezuan)
- Miglior corto - Rendez-vous
- Miglior film straniero - Amadeus
- Miglior film per bambini - Lars i porten
- Premio onorario - Bjørn Breigutu